# 貝塞爾大學 (田納西州)
貝塞爾大學（英語：Bethel University），其前身是一所位於美國田納西州的四年制私立學院貝塞爾學院，成立於1842年。校地面積一共100英畝。這所學院與the Cumberland Presbyterian 教派息息相關。現任校長是罗伯特·普罗瑟（Robert Prosser）博士。這所學校提供28個學士學位與5個碩士學位。2009年8月1日，學院升格為一所大學。這所大學一共由文理學院，專業研究學院，研究所課程學院組成。

## 認可機構
- 美國教育部認可。
- 中華民國教育部認可。[2]

## 學校排名
- 根據2024年美國新聞與世界報導，貝塞爾學院在美國南部區域性大學排名第110名[3]。

## 外部連結
- 貝塞爾大學官方網站 （页面存档备份，存于）

## 資料來源
1. ↑  .   [2009-10-05]. （原始内容存档于2010-06-08）.
2. ↑  .   [2009-10-05]. （原始内容存档于2008-07-20）.
3. ↑  .   [2024-09-14]. （原始内容存档于2024-09-14）.